# DWA ET 2000 TT
Der ET 2000 TT, ursprüngliche Bezeichnung RE 2000, war ein Prototyp eines Elektrotriebwagens der Deutschen Waggonbau (DWA).

## Geschichte

### Erprobund und Präsentation
Der Triebwagen wurde 1996/97 in der Versuchsabteilung des Waggonbaus Halle, damals einem Werk der Deutschen Waggonbau (DWA), gebaut. Die Erprobungen erfolgten 1997/98 im Werk Ammendorf/Beesen und im Ausbesserungswerk Dessau der Deutschen Bahn. Der ET 2000 TT fand im Umweltbericht der Deutschen Bahn 1997 Erwähnung. Die einzige Fahrt aus eigenem Antrieb war eine Verkaufsförderung mit geladenen Personen am 29. Mai 1998 von Dessau Hauptbahnhof in Richtung Norden.
1998 wurde der Triebzug auf die Nordallee der Hannover-Messe geschleppt, wo es für die Dauer der Veranstaltung stehend die Neigetechnik demonstrierte. Den Zug besichtigten unter anderem der damalige Deutsche-Bahn-Vorstandsvorsitzende Johannes Ludewig und der damalige Ministerpräsident Niedersachsens Gerhard Schröder. Da Anfang 1998 die Deutsche Waggonbau von Bombardier Transportation übernommen wurde, wurde noch vor der Hannover Messe die DWA-Werbeanschriften größtenteils vom Fahrzeug entfernt.

### Abstellung und Zerstörung

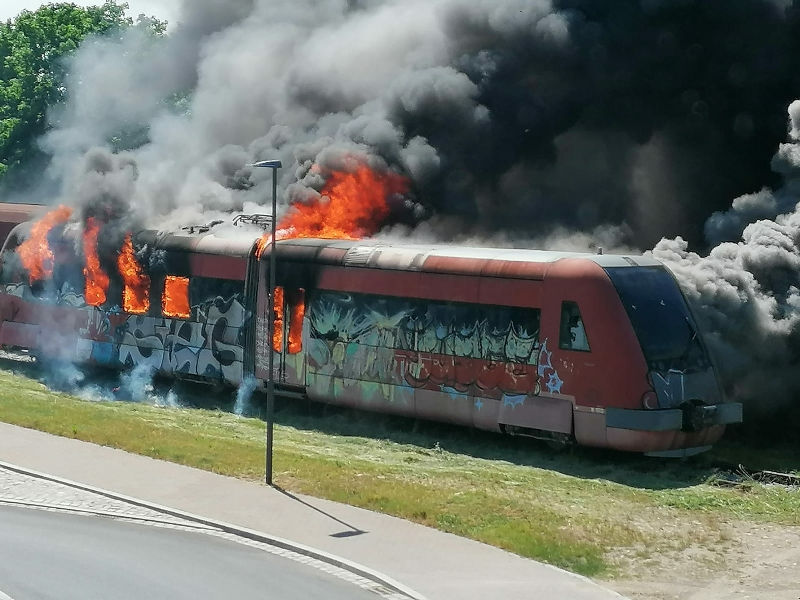
Brennender ET 2000

Bombardier führte das Projekt „ET 2000 TT“ nicht weiter. Das Einzelstück wurde später jahrelang im Bombardier-Werk Hennigsdorf im Freien abgestellt, wo es mit Graffiti verunstaltet wurde. Anfang 2018 wurde es von einem Plauer Bürger für 1 € erworben. Er ließ den Wagen nach Meyenburg, später nach Plau am See schleppen. Dort wurde er auf ein Einzelgleis gehoben.
Aus unbekannter Ursache geriet der Führerstand am 5. Juni 2021 gegen 14:30 Uhr in Brand. Der Triebwagen brannte anschließend vollständig aus.

## Technik und Ausstattung
Das Fahrzeug besitzt Einachslaufwerke und Neigetechnik. Letztere wurde damals schon, im Gegensatz zu ICE-Modellen, bis hin zum Stromabnehmer elektronisch angesteuert und über eine Hydraulik umgesetzt. Hierfür gab es aus der Rüstungstechnik zwei Kreiselkompasse. Die Außenhaut des Wagenkastens wurde größtenteils aus durchgefärbtem kohlenstofffaserverstärktem Kunststoff (CFK) gefertigt, für ein späteres Mittelstück war an diesen Stellen ebenfalls CFK geplant.
Der Innenraum, speziell die Sitze und das Führerstandkonzept, wurden von den Studenten einer in Halle (Saale) ansässigen Kunsthochschule entworfen. Der Ausbau des Innenraumes wurde nur in einem Teil abgeschlossen. Der Transformator, dessen Ölkühlung für eine mögliche Beheizung des Fahrgastraumes vorbereitet war, wurde von ABB hergestellt. Die Hydraulik war von Mannesmann/Rexroth. Die Elektronik für die Neigetechnik kam vom Technologiezentrum Nord (TZN), der Rest von der CE Plus und die Elektroausrüstung von der FAGA Berlin, die auch dafür sorgte, dass die Steuerstromkreise je Wagenteil galvanisch getrennt waren.